# Американское Самоа на летних Олимпийских играх 2020
Американское Самоа на летних Олимпийских играх 2020 года было представлено 6 спортсменами в 4 видах спорта. Знаменосцем сборной Американского Самоа на церемонии открытия Игр стали бронзовый призёр Тихоокеанских игр 2015 года в тяжёлой атлетике Танумафили Юнгблут и пловчиха Тилали Сканлан, а на церемонии закрытия — легкоатлет Натан Крамптон. По итогам соревнований сборная Американского Самоа, принимавшая участие в своих девятых летних Олимпийских играх, вновь осталась без медалей.

## Состав сборной
Лёгкая атлетика
1. Натан Крамптон

 Плавание
1. Мика Масей
2. Тилали Сканлан

 Парусный спорт
1. Тайлер Пейдж
2. Эдриан Хош

 Тяжёлая атлетика
1. Танумафили Юнгблут

## Результаты соревнований

### Водные виды спорта

#### Плавание
Американское Самоа получило официальное приглашение от ФИНА для участия в Олимпийских играх двух пловцов (по одному мужчине и женщине) с наивысшим рейтингом по состоянию на 28 июня 2021 года.
Мужчины
| Дистанция           | Спортсмены | Предварительный раунд | Предварительный раунд | Предварительный раунд | Полуфинал            | Полуфинал            | Полуфинал            | Финал                | Финал                |
| Дистанция           | Спортсмены | Заплыв                | Результат             | Место                 | Заплыв               | Результат            | Место                | Результат            | Место                |
| ------------------- | ---------- | --------------------- | --------------------- | --------------------- | -------------------- | -------------------- | -------------------- | -------------------- | -------------------- |
| 100 метров на спине | Мика Масей | 1                     | 1:04,93               | 46                    | завершил выступление | завершил выступление | завершил выступление | завершил выступление | завершил выступление |

Женщины
| Дистанция           | Спортсмены     | Предварительный раунд | Предварительный раунд | Предварительный раунд | Полуфинал             | Полуфинал             | Полуфинал             | Финал                 | Финал                 |
| Дистанция           | Спортсмены     | Заплыв                | Результат             | Место                 | Заплыв                | Результат             | Место                 | Результат             | Место                 |
| ------------------- | -------------- | --------------------- | --------------------- | --------------------- | --------------------- | --------------------- | --------------------- | --------------------- | --------------------- |
| 100 метров на спине | Тилали Сканлан | 2                     | 1:10,01               | 32                    | завершила выступление | завершила выступление | завершила выступление | завершила выступление | завершила выступление |

### Лёгкая атлетика
Мужчины
Беговые дисциплины
| Дисциплина        | Спортсмен      | Предварительный раунд | Предварительный раунд | Предварительный раунд | Четвертьфиналы       | Четвертьфиналы       | Четвертьфиналы       | Полуфиналы           | Полуфиналы           | Полуфиналы           | Финал                | Финал                |
| Дисциплина        | Спортсмен      | Забег                 | Время                 | Место                 | Забег                | Время                | Место                | Забег                | Время                | Место                | Время                | Место                |
| ----------------- | -------------- | --------------------- | --------------------- | --------------------- | -------------------- | -------------------- | -------------------- | -------------------- | -------------------- | -------------------- | -------------------- | -------------------- |
| бег на 100 метров | Натан Крамптон | 1                     | 11,27 PB              | 9                     | завершил выступление | завершил выступление | завершил выступление | завершил выступление | завершил выступление | завершил выступление | завершил выступление | завершил выступление |

### Парусный спорт
Мужчины
| Класс | Спортсмены              | Гонка | Гонка | Гонка | Гонка | Гонка | Гонка | Гонка | Гонка | Гонка | Гонка | Гонка         | Гонка         | Гонка          | Очки | Место |
| Класс | Спортсмены              | 1     | 2     | 3     | 4     | 5     | 6     | 7     | 8     | 9     | 10    | 11            | 12            | M              | Очки | Место |
| ----- | ----------------------- | ----- | ----- | ----- | ----- | ----- | ----- | ----- | ----- | ----- | ----- | ------------- | ------------- | -------------- | ---- | ----- |
| 470   | Тайлер Пейдж Эдриан Хош | 18    | 19    | 18    | 17    | 17    | 16    | 19    | 18    | 18    | 18    | не проводится | не проводится | не участвовали | 159  | 18    |

### Тяжёлая атлетика
Американское Самоа получило 1 приглашение трёхсторонней комиссии. Страну на Играх представил Танумафили Юнгблут, выступивший в весовой категории до 109 кг.
Мужчины
| Категория | Спортсмены         | Вес    | Рывок | Рывок | Рывок | Толчок | Толчок | Толчок | Всего | Место |
| Категория | Спортсмены         | Вес    | 1     | 2     | 3     | 1      | 2      | 3      | Всего | Место |
| --------- | ------------------ | ------ | ----- | ----- | ----- | ------ | ------ | ------ | ----- | ----- |
| до 109 кг | Танумафили Юнгблут | 108,90 | 140   | 150   | 155   | 180    | 190    | 190    | 330   | 13    |